# De Lellebel

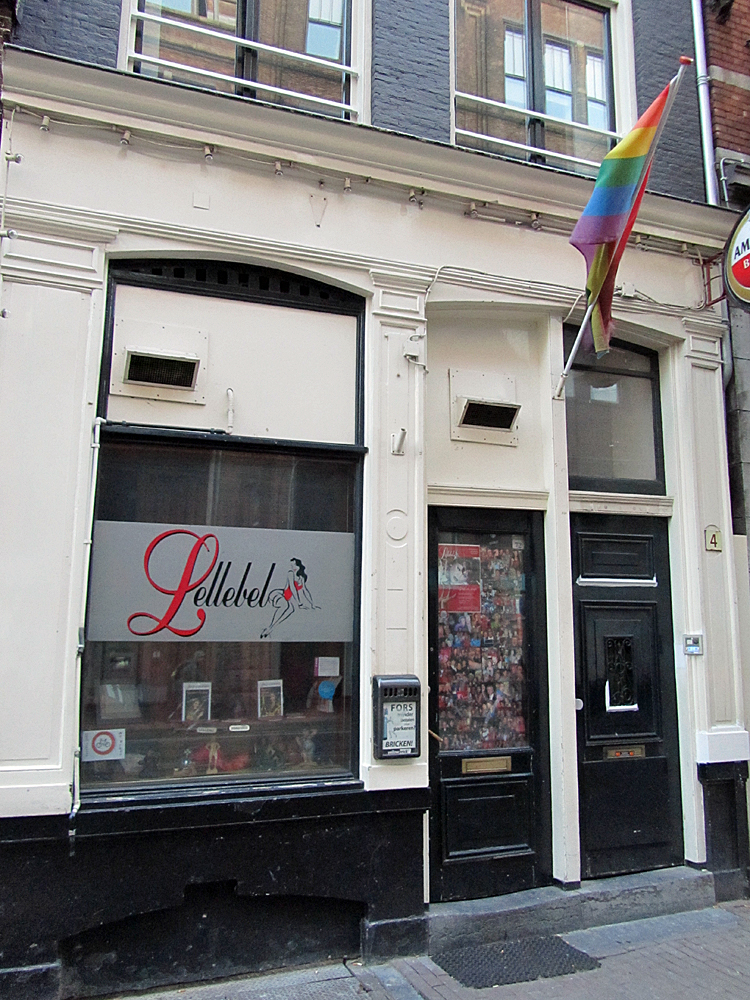
Café De Lellebel an der Utrechtsestraat 4 in Amsterdam

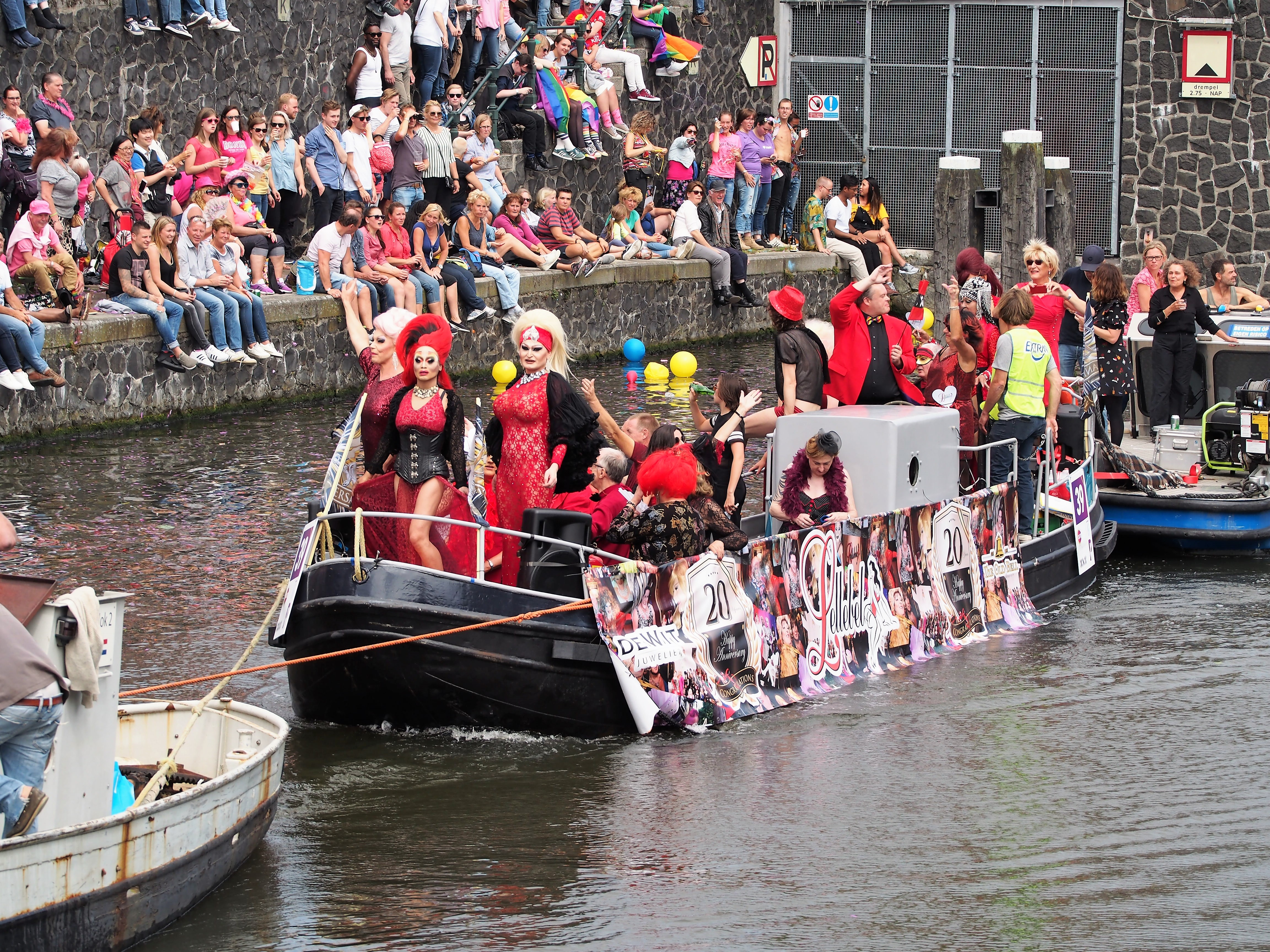
Das Boot des Lellebel während der Canal Parade im Jahr 2017

De Lellebel ist ein Café in der niederländischen Hauptstadt Amsterdam, das für seine Travestie-Auftritte berühmt ist. Es wurde 1997 eröffnet und befindet sich an der Utrechtsestraat 4, nahe dem Rembrandtplein.

## Eröffnung
Gründer des De Lellebel ist Hans Wijtenburg (* 18. Juni 1958), der Ende der 1970er Jahre in Eindhoven eine Sektion der LGBT-Organisation De Kringen gründete und hier begann als Mitglied des Travestie-Duos Josephine en Daphne aufzutreten. In den 1990er Jahren zog er nach Amsterdam und trat hier in der Cabaretgruppe Les Sacres Soeurs auf. Er organisierte im Café De Biecht in der im Zentrum gelegenen Kerkstraat einen Treffpunkt für Transsexuelle und Transvestiten.
Ursprünglich hatte Wijtenburg Pläne für eine multikulturelle Bar im Amsterdamer Stadtteil Bijlmermeer, doch als ein kleines Café in der Utrechtsestraat frei wurde, eröffnete er hier eine multikulturelle Transvestitenbar. Am 22. November 1997 wurde das Etablissement unter dem Namen De Lellebel (etwa: Die Schlampe oder Das Luder) eröffnet. Hans Wijtenburg stand unter seinem Künstlernamen Desirée dello Stiletto (oft verkürzt auf Tante Dees) hinter der Theke.

## Konzept
Nach der Eröffnung wurde der Innenraum zunächst mit unverkäuflichen Dessous aus dem Geschäft von Wijtenburgs Lebensgefährtin ausgestattet. Später erhielt das Café ein barockes Aussehen mit Spiegeln, Gemälden, Rüschen und kleinen Kronleuchtern. Ab 2021 zeigt es sich in einer moderneren Gestaltung. De Lellebel zieht ein sehr vielfältiges Publikum an: schwule Männer, Lesbische Frauen, Transsexuelle sowie Heteromänner, die sich mal als Frauen zeigen möchten oder als solche auftreten wollen. Zu diesem Zweck gibt es im hinteren Bereich des Cafés eine kleine Bühne.
Mit Travestienummern und einer offenen Türe für Trans*Personen zieht das Lellebel Besucher aus der ganzen Welt an. Seit 2015 finden besondere Abende statt, die in Zusammenarbeit mit Trans United organisiert werden, einer Organisation für Transgenderpersonen migrantischer Abstammung. Ein jährlicher Höhepunkt ist die Amsterdam Gay Pride, wo es öffentliche Auftritte außerhalb der Räumlichkeiten gibt und das Lellebel mit einem Boot bei der Kanalparade vertreten ist.

## Jubiläen
Im November 2007 wurde das 10-jährige Bestehen des Hauses gefeiert, allerdings mit einer gut besuchten Gala im schräg gegenüberliegenden Grand Café L’Opéra am Rembrandtplein. Der Gründer und Betreiber Hans Wijtenburg, zurecht gemacht als sein Alter Ego Desirée dello Stiletto, erhielt hierbei durch Stadtrat Tjeerd Herrema (als Mitorganisator der Gay Pride selbst den Interessen der LGBTQ-Gemeinde nahestehend) die königliche Auszeichnung „Mitglied des Orden von Oranien-Nassau“ angeheftet. 2008 erschien das Lellebel in der Doku-Soap Man bijt hond des NRCV.
Anlässlich des 20-jährigen Jubiläums wurde im Oktober 2017 im privat geführten Polanentheater (in der Amsterdamer Straße gleichen Namens) und im Purmaryn Theater in Purmerend das Musical Lellebel aufgeführt. Zur Premiere erhielt Hans Wijtenburg den Andreaspenning der Stadt Amsterdam, in Anerkennung seines Beitrags zur Emanzipation der LGBTQI-Gemeinschaft im Allgemeinen und Transgender im Besonderen. De Lellebel war zudem 2017 für den Jos Brink Oeuvreprijs nominiert.

## Wiedereröffnung
Nachdem er De Lellebel 15 Jahre lang geführt hatte, gab Hans Wijtenburg 2012 bekannt, dass er das Geschäft irgendwann an einen Nachfolger übergeben wolle, vorzugsweise an jemanden, der es als einzige niederländische Drag-Show-Bar weiterführen solle. Schließlich verkaufte Wijtenburg das Lellebel im Juni 2020 an Tori Anneke, eine aus den Vereinigten Staaten stammende Transfrau, die das Geschäft gemeinsam mit zwei Kolleginnen weiterführte, die bereits seit einiger Zeit unter den Künstlernamen Miss Rose Hill und Miss Tiffanie Deelight im Café tätig waren.
Infolge der staatlichen Maßnahmen zur Eindämmung der COVID-19-Pandemie war das Lellebel ab dem 15. März 2020 geschlossen. Diese Zeit nutzten die neuen Betreiberinnen, um das Lokal von Grund auf zu modernisieren und unter anderem das barocke Dekor mit viel Rot und Gold durch ein moderneres Interieur in Lila- und Fliedertönen zu ersetzen. Am 16. Juni 2021 wurde De Lellebel in dieser neuen Form wiedereröffnet.